# Ableptina nephelopera
Ableptina nephelopera är en fjärilsart som beskrevs av George Francis Hampson 1909. Ableptina nephelopera ingår i släktet Ableptina och familjen nattflyn. Inga underarter finns listade i Catalogue of Life.